# Miass (řeka)
Miass (rusky Миасс) je řeka v Baškirské republice, v Čeljabinské a v Kurganské oblasti v Rusku. Je 658 km dlouhá. Povodí má rozlohu 21 800 km².

## Průběh toku
Pramení na východních svazích hřbetu Uraltau. Teče na sever podél západního úpatí Ilmenského hřbetu a níže po Zauralské a Západosibiřské rovině. Ústí zprava do řeky Iseť (povodí Irtyše).

## Vodní režim
Zdroj vody je převážně sněhový. Kulminace stavu vody je v dubnu až v květnu. Průměrný roční průtok vody ve vzdálenosti 24 km od ústí činí 15,4 m³/s. Zamrzá na konci října až v listopadu a rozmrzá v dubnu.
Průměrné měsíční průtoky řeky ve stanici Kargapole v letech 1936 až 1989:

## Využití
Odtok je regulovaný řadou nevelkých přehrad, z nichž největší je Argazinská. Voda se využívá na zásobování průmyslových podniků. Na řece leží města Miass a Čeljabinsk.